# Salvamento (novela)
Salvamento, Un Romance de aguas poco profundas (1920), en otras versiones El rescate, es una de las obras de Joseph Conrad contenidas en lo que es a veces llamada la Trilogía de Lingard, un grupo de novelas basadas en su experiencia como tripulante en el vapor Vidar. A pesar de que fue la última de las tres novelas publicadas, después de la Locura de Almayer (1895) y en Un Paria de las Islas (1896), los eventos relacionados en la novela les preceden. La historia sigue al capitán Tom Lingard, el recurrente protagonista de la Trilogía, que estaba en camino para ayudar a un amigo indígena a recuperar su tierra cuando cae en el amor con una mujer casada cuyo yate salva del naufragio.

## Antecedentes literarios
En la edición de 1925 de la Gresham Publishing Company, hay una Nota del autor escrita en 1920, en la que Conrad informa sobre la redacción de la novela. Después de comenzar a escribir, abandonó la novela en 1898 y la recuperó en 1918. Conrad enfatiza que no se desilusionó de la novela, sino que tenía dudas sobre cómo manejar el tema presentado a través de su prosa. Cuando Conrad dejó esta novela a un lado, fue para trabajar en The Nigger of the 'Narcissus'. Una vez que Conrad comenzó a trabajar en otras novelas, siguió trabajando de principio a fin en nuevas historias, y mantuvo Salvamento a un lado, ya que las otras novelas estaban "en la punta de mi pluma", como escribió Conrad. Las novelas se prestaban a un tipo de urgencia que Salvamento no tenía. También en la Nota del Autor, Conrad dice que recuperó la novela por puro sentimiento.

## Resumen de la trama
Un yate inglés queda embarrancado en los bajíos de la costa malaya. A bordo, un matrimonio inglés rico, los Travers y un caballero español, D'Alcacer, confían en que algún buque los rescate y los ponga remolque. Mientras tanto en la selva de la orilla, se concentran guerreros a la espera de iniciar una guerra contra el país de Wajo. Un bergantín, al mando del capitán Lingard, aventurero inglés que lleva años recorriendo aquellas costas, recibe la llamada de socorro del bote de la nave encallada y trata de ayudarles sin comprometer sus propios objetivos de apoyo a la rebelión indígena. Pero algo se interpone a los propósitos de Lingard: la fascinación que instantáneamente ejerce sobre él la Sra. Travers.

### Parte I. El hombre y el bergantín
El joven Tom Lingard es el dueño y capitán de un velero, el Rayo que está anclado de noche, en algún lugar del archipiélago malayo. Con su compañero principal Shaw, habla sobre los problemas que las mujeres pueden causar. De repente, un grupo de búsqueda se dirige a ellos en un bote que busca ayuda para un yate que se ha quedado varado en las marismas de una isla cercana.
Carter, el comandante del barco le responde de una manera más bien hostil y sospechosa que lo deja perplejo, pero su barco es remolcado. Cuando llegan a la isla, Lingard maneja hábilmente a su brigadier, pero resulta que él también se dirigía a la isla. Dispara un tiro de advertencia en el interior, luego se une al yate atacado.

### Parte II. La costa del refugio
La historia se remonta para explicar cómo Lingard entró en contacto por primera vez con el líder de Wajo, Hassim, y su vínculo instantáneo de amistad. Lingard va a visitar a Hassim, pero Jaffir le informa que Hassim es ahora un fugitivo en una guerra civil. Pero Lingard toma una chalupa para rescatarlo, y la salida es un éxito.
Lingard comienza a comerciar con armas y ahorrar dinero para ayudar a Hassim en la reconquista de Wajo. Es seguido por Jorgenson, un viejo capitán de mar cuya vida ha sido arruinada. Cuando Lingard explica sus planes a Jorgenson, el hombre mayor le advierte que no tome medidas, y ofrece su propia vida como un ejemplo de fracaso. Pero al final, sin perspectivas de futuro, acepta unirse a la empresa, junto con su esposa nativa prematuramente envejecida.
Lingard ha visitado previamente al jefe local Belarab para pedir ayuda, y le ofrece pistolas a cambio de combatientes. Lingard siente que, como ha salvado la vida de Hassim, está ligado a él de una manera misteriosa. Compra la vieja goleta Emma y la encalla cerca de Belarab para usarla como una tienda de armas, colocando a Jorgenson a cargo de ella.

### Parte III. La captura
Cuando Lingard llega al yate afectado, se encuentra con la hostilidad de su propietario, el Sr. Travers, que piensa que es un vulgar aventurero, que intenta sacar provecho de la recuperación del yate. Lingard ve el yate y sus pasajeros como simples obstáculos molestos que se interponen entre él y sus planes.
El pasajero, d'Alcacer huye de Europa después de la temprana muerte de su esposa y es amigable con la enigmática esposa del propietario, Edith Travers. Mientras Lingard y Travers intercambian insultos entre sí, d'Alcacer toma afecto instantáneo hacia Lingard e intenta mediar. Pero la disputa se ve interrumpida por la llegada repentina de Hassim y su hermana Immada.
La Sra. Travers está fascinada por el atractivo de Immada, pero la chica y su hermano le reprochan a Lingard el haberlos descuidado recientemente, y se van con él cuando la entrevista llega a una conclusión infructuosa.
Después de la cena en el yate, la Sra. Travers reflexiona sobre el fracaso de sus sueños románticos. De repente, Lingard se para al lado para hablar con ella, diciéndole que se siente completamente separado de sus raíces británicas y más en casa con los malasios. Él le cuenta toda la historia de fondo, que toca sus sentimientos románticos. Ella se siente extasiada por su franqueza y honestidad emocional. Ella se está preparando para actuar en su nombre cuando le dicen que su esposo y D'Alcacer han sido secuestrados mientras caminaban por la orilla.
De vuelta en el bergantín, Lingard lee una carta que recibió de Jorgenson que describe la inquietud entre los nativos que quieren atacar el yate varado. La carta advierte de una amenaza del líder local rival Tengga para apoderarse de las armas almacenadas en la Emma.
La carta continúa describiendo la llegada del Sherif Daman, quien también quiere las armas para la recuperación de Wajo. Lingard recibe a Carter a bordo como emisario del yate. Carter no puede entender la motivación de Lingard o de la Sra. Travers en el asunto. Luego, el primer oficial Shaw protesta contra los planes de Lingard, porque parece estar de lado de los otros hombres blancos en el yate.

### Parte IV. El regalo de los bajíos
Sin embargo, Lingard sigue adelante y lleva a la señora Travers del yate hasta el bergantín. Está intimidado por su atractivo y el conocimiento de que ella lo entiende. Parece que se está enamorando de ella, pero no lo sabe. Ella le pide que rescate a d'Alcacer y a su esposo.
Hassim llega al bergantín con su hermana e informa sobre su visita al campamento donde están detenidos los dos presos. Lingard decide capturar a los prisioneros sin ayuda de nadie y coloca a Carter a cargo del bergantín. Immada protesta que él se está poniendo en riesgo, por lo que la Sra. Travers declara que irá con él, para consternación de Carter, mientras Shaw está indignado por no haber recibido órdenes claras.
Cuando Lingard y Mrs. Travers llegan al Emma Jorgenson se muestra truculento y hostil. Lingard cuestiona a la señora Travers con cierta envidia acerca de D'Alcacer, mientras que ella a su vez piensa que Lingard está enamorado de Immada, por quien está ligado con Hassim.

### Parte V. El punto de honor y el punto de pasión
Travers ha sido rescatado y la Sra. Travers ha adoptado el atuendo nativo a bordo del Emma. Travers ofrece una conferencia amarga y pomposa a su esposa, criticando su comportamiento. Discuten sobre Lingard, sobre quien Travers se muestra arrogante y parcial.
Travers y D'Alcacer han sido liberados temporalmente bajo el cuidado de Lingard. La Sra. Travers ha tenido nuevas conversaciones de corazón a corazón con Lingard, y él está profundamente impresionado por su carácter y su personalidad. Ella también parece enamorarse, pero no quiere admitirlo por sí misma. Le gustaría compartir lo que sabe sobre Lingard con D'Alcacer, a quien considera un buen amigo, pero no lo hace.
La historia se remonta para describir la llegada de Lingard a la empalizada de Daman para negociar la liberación temporal de Travers y D'Alcacer. La maniobra es exitosa debido al alto prestigio de Lingard en la localidad.
A bordo de la Emma, Lingard y la Sra. Travers intercambian confidencias sobre sus vidas anteriores hasta que se les une D'Alcacer, que ha estado observando su creciente intimidad. Después de cenar, D'Alcacer interroga a la señora Travers sobre Lingard, a quien llama «el hombre del destino». Se preguntan qué pasará con ellos, y d'Alcacer adivina que Lingard estará conmocionado por la señora Travers. Él le pide que le dé una señal si cree que están a punto de morir.
Lingard llama a la Sra. Travers a su habitación donde se interrogan mutuamente y admiten verbalmente su mutua atracción. Lingard ha recibido una carta de Carter que dice que (con buenas intenciones) ha atacado a algunos de los nativos de a bordo del Rayo, lo que pone en peligro los planes de Lingard.
Lingard ha enviado a Jaffir a buscar a Hassim e Immada, y Jaffir ha sugerido que la única solución al problema será devolver a los dos prisioneros a Daman. Lingard y la señora Travers están de acuerdo en que esto debe hacerse rápidamente. Ella le da a D'Alcacer la señal de advertencia que él ha solicitado.
D'Alcacer se prepara filosóficamente para lo que cree que será una muerte segura, al tiempo que se da cuenta de que el señor Travers está enfermo con algún tipo de fiebre. Cuando es hora de que se vayan, Travers afirma que su esposa está sumida en una especie de fiebre, pero es él mismo quien claramente está delirando. Después de una acalorada partida de la señora Travers, Lingard se lleva a los dos hombres a la orilla para entregarlos.

### Parte VI. El reclamo de la vida y el precio de la muerte
A bordo de la Emma, la Sra. Travers lamenta la manera en que ella y Lingard se separaron. Mientras tanto, Jorgenson parece estar haciendo preparativos para algún tipo de explosiones. Como los signos de lucha comienzan en la costa, la Sra. Travers quiere unirse a Lingard.
Hassim abandona las negociaciones con Belarab y regresa a la Emma cuando es interceptado por los combatientes de Tengga. Jaffir corre hacia la nave con el anillo de Hassim e informa a Jorgenson. La Sra. Travers es persuadida de tomar el anillo como una señal para Lingard.
La Sra. Travers es conducida en un bote a remo a la orilla y llega a la empalizada portando una antorcha, donde Lingard está para recibirla. Como desconfía de Jorgenson y no se da cuenta del significado del anillo, no transmite a Lingard el mensaje que representa.
Lingard, d'Alcacer y la Sra. Travers hablan entre sí alrededor de un incendio. Al español le preocupa principalmente la posibilidad de ser asesinado al día siguiente, mientras que Lingard cree que la Sra. Travers no pudo evitar unirse a él. Ella acepta su devoción y no le dice nada, para no molestarlo. Mientras tanto, un enviado de Tengga no logra convencer a Jorgenson de que abandone la Emma.
Dos días más tarde, después de una explosión de algún tipo, Lingard está en Lightning, donde Carter relata el rescate de Jaffir. Lingard recuerda en flashback despertar junto a la Sra. Travers y ser convocada para ver a Belarab.
Belarab ha sido informado a través de espías de todos los elementos de las maquinaciones de Daman y Tengga. En las brumas de la mañana parece haber ataques inminentes, pero cuando una flotilla de canoas rodea a la Emma, Jorgenson explota la nave, con lo cual Belarab libera a los prisioneros.
La historia de Jaffir continúa con su escape de la Emma. Le habla a Lingard sobre el anillo, luego muere. Lingard toma a Carter como compañero en el Rayo y luego invita a Mrs Travers por carta a reunirse con él en la orilla.
A la mañana siguiente, D'Alcacer saca a la Sra. Travers de la presencia Lingard. Ella quiere confesarle su actuación sobre el anillo no entregado, pero él ya sabe la verdad y le dice que no habría habido ninguna diferencia. Se va, regresa al yate y arroja el anillo al mar. El yate y el Rayo salen en direcciones opuestas.

## Recepción de la crítica
Muy poco después de la publicación en 1920, la reseña de un libro que salió en "The Sewanee Review", en la que G. H. C., dijo que Salvamento es "sincera y profundamente imaginativo", y "es Conrad en su mejor momento"
También en 1920, The New York Times publicó un artículo sobre The Rescue, en el que se analiza el retraso de 20 años desde el principio hasta el final de la novela. Louise Maunsell Field escribe que hay un cambio notable en el estilo de escritura, pero llega en un punto donde la narrativa exige conveniencia. Hay "una mayor profundidad de comprensión, una mayor sutileza de caracterización, de pensamiento, de estilo". Field también dice: "el libro es absorbentemente interesante: dramático, sutil, fascinante con encanto".
Heliena Krenn dice: "Fue el archipiélago malayo con sus verdades sobre la vida humana oscurecidas por las brumas de sus junglas y cursos de agua lo que inició a Conrad en su carrera como novelista". Ella argumenta que sin la Trilogía de Lingard, las otras obras de Conrad sobre el colonialismo y el imperialismo no habrían sido tan poderosas. También argumenta que para comprender completamente otras obras como Heart of Darkness o Lord Jim, los lectores deben observar de cerca la Lingard Trilogy. Krenn también señala que los tres libros deben leerse como una unidad, que las acciones retratadas en una afectan a las otras dos. Específicamente sobre The Rescue, Krenn señala que la novela tuvo muchas omisiones en su publicación final. Según Krenn, esas omisiones muestran la aventura de Lingard como una "subversión deliberada de los intereses de las autoridades coloniales europeas y su motivación como enraizada en las ambiciones de poder,  y la atención del cambio narrativo al conflicto de lealtades divididas de Lingard".
Según David Thorburn, Conrad pretendía que The Rescue fuera un libro para niños, similar a las obras de Robert Louis Stevenson. Thorburn cita las Cartas de Garnett de Conrad, "Quiero que sea una especie de libro glorificado para niños, ya sabes. Sin análisis. Sin maldición. Imágenes - imágenes - imágenes. Eso es lo que quiero hacer ". Thorburn no piensa muy bien de la novela; al comparar The Rescue con otras obras, lo menciona brevemente como una de las "novelas decepcionantes" y afirma que el exceso de títulos fue una expresión de debilidad.
Thorburn también argumenta que el personaje de Tom Lingard es un fracaso y resulta poco convincente porque "lo mítico o arquetípico colapsa en el estereotipo cuando se insiste demasiado". Thorburn dice que Lingard está "destinado a insinuar cualidades épicas". Pero tales cualidades no requieren mucha repetición, y se reiteran más allá de los límites tolerables".
En su crítica a la edición española José María Guelbenzu dice: "todo cuanto acontece –y es nada menos que una revuelta de las islas contra el poder holandés, junto a una lucha intestina entre nativos– parece pender siempre de un azar a punto de descomponerse, la posición de los personajes está rodeada por una permanente atmósfera de incertidumbre que hace temer que todo pueda venirse abajo en cualquier momento y que los valientes nunca son fuertes, sino solo valientes que se consumen entre consideraciones y dilaciones".
Por otro lado Ricardo Martínez Llorca indica sobre su visión del libro: "El rescate, una obra puramente narrativa, es una novela con una trama que se enreda porque cada contendiente juega su propia partida de ajedrez, un relato en el que el potencial de lo que va a acontecer carga la atmósfera, pues se presiente la tormenta donde es imposible hallar pistas que la vaticinen: el cielo estrellado, el mar en calma, sin brisa, el inquietante silencio, la ausencia de certezas."